# Sivanesania rubi
Sivanesania rubi är en svampart som beskrevs av W.H. Hsieh & Chi Y. Chen 1996. Sivanesania rubi ingår i släktet Sivanesania och familjen Botryosphaeriaceae.   Inga underarter finns listade i Catalogue of Life.